# Берлін-Александерплац (фільм)
«Берлін-Александерплац» (нім. Die freudlose Gasse) — німецький кінофільм режисера Філа Ютці, знятий за однойменним романом Альфреда Дебліна.

## Сюжет
Вуличний торговець Франц Біберкопф (Генріх Ґеорге) виходить з в'язниці, відбувши тюремний термін за вбивство. Він повертається до роботи торговцем в самому центрі Берліна, на Александерплац. У сусідньому кафе він знайомиться з Сіллі (Марія Бард), дуже розкутою дівчиною, яка стає його подружкою. Вони живуть щасливо, доки в їх життя не втручається ватажок злочинної банди Рейнгольд (Бернгард Мінетті). Банда втягує Франца в пограбування кравецької майстерні. Проте в останню мить Франц опирається, і його викидають з фургона. Франц потрапляє під машину і опам'ятовується в лікарні. Він залишається живий, але втрачає праву руку; виписавшись з лікарні, він знайомиться з вуличною співачкою на ім'я Міце. Франц знову повертається до Рейнгольда ‒ він не збирається йому мстити, а, навпроти, пропонує співпрацю. Втративши всяку надію на чесне життя, Франц промишляє крадійством. Міце і Сіллі добре ладнають між собою і разом прагнуть повернути Франца на праведний шлях.
Рейнгольд, що замислив оволодіти Міце, заманює дівчину до ліс, і коли вона відмовляє йому, вбиває її. Поліція вчасно хапає Рейнгольда, і Біберкопф не встигає помститися за дівчину. Залишившись один, без Міце, він знову повертається до свого лотка і порядного життя. У фіналі стрічки він ходить по Александерплац, продаючи ляльку на кшталт «іваньця-киванця», і зазиває покупців словами: «Цій ляльці не сидиться на місці. А чому не сидиться? Тому що металева кулька усередині справно діє».

## В ролях
| Актор / акторка   |   | Роль            |
| ----------------- | - | --------------- |
| Генріх Ґеорге     | • | Франц Біберкопф |
| Марія Бард        | • | Сіллі           |
| Маргарет Шлегель  | • | Міце            |
| Бернгард Мінетті  | • | Рейнгольд       |
| Герхард Бінерт    | • | Клемпнер-Карл   |
| Альберт Флорат    | • | Пумс            |
| Пауль Вестермайєр | • | Хеншке          |